# Trapped in the Closet: Chapters 1–12
Trapped in the Closet – Chapters 1–12 ist der erste Teil eines mehrteiligen Dramedy-Musicalfilms unter der Regie von R. Kelly. Kelly selbst beschreibt das Projekt als sogenannte hip hopera, also eine Hip-Hop-Oper. Zudem agierte Kelly auch als Produzent und schrieb auch das Drehbuch. Des Weiteren ist er der Erzähler der Geschichte, Synchronstimme für alle Schauspieler, Komponist des Soundtracks und Hauptdarsteller. Bei den Grammy Awards 2006 erhielt der Film eine Nominierung als „Best Long Form Music Video“.

## Veröffentlichung
Der Musikfilm beruht auf dem fünfteiligen Song Trapped In The Closet aus R. Kellys Studioalbum TP-3: Reloaded und stellt eine Komplettierung der anfänglich fünf zusammenhängenden Musikvideos dar. Der Film ist das Regiedebüt von Kelly. Während die ersten fünf Kapitel des Films exklusiv als Teil der Deluxe-Edition des Albums TP-3: Reloaded bereits am 5. Juli, 2005 veröffentlicht wurden, folgte die Weltpremiere zum 6. Kapitel von Trapped In The Closet im Rahmen einer Performance bei den Video Music Awards 2005. Der komplette Film bestehend aus den ersten 12 Kapiteln erschien am 1. Oktober 2005 als DVD-Veröffentlichung. Zuvor wurden die einzelnen Kapitel bei den Fernsehsendern BET, VH1 und MTV erstausgestrahlt.

## Handlung
Sylvester wacht im Bett einer Fremden auf und stellt fest, dass er seine Frau betrogen hat. Um wiederum nicht vom Ehemann seiner Affäre Cathy entdeckt zu werden, versteckt sich Sylvester in Cathys Kleiderschrank. Als Sylvesters Handy jedoch klingelt, entdeckt ihn Ehemann und Pastor Rufus. Es beginnt ein heftiger Streit, welcher am Ende zur Folge hat, das Rufus von seiner Liaison mit einem Mann namens Chuck erzählt. Selbiger Chuck betritt nun auch das Haus. Ein weiterer Streit beginnt. Sylvester hat genug von dem Chaos und beschließt, nach Hause zu fahren. Als er von unterwegs dort anruft, meldet sich eine Männerstimme, statt seiner eigenen Ehefrau Gwendolyn, was Sylvester noch mehr antreibt und ihm auf dem Nachhauseweg einen Strafzettel von Polizist James einhandelt. Als Sylvester zu Hause ankommt, stellt sich heraus, dass selbiger Polizist mit Gwendolyn geschlafen hatte und auch das Telefon abnahm. Da auch Gwendolyn von Sylvesters Seitensprung weiß, vertragen sich die beiden wieder. Kurz darauf kommt Gwendolyns Bruder Twan aus dem Gefängnis zurück. Währenddessen beginnt der Erzähler von James’ Ankunft bei sich zu Hause zu erzählen. Es stellt sich heraus, dass seine Frau Bridget ihn mit dem kleinwüchsigen Stripper namens ‘Big Man’ betrogen hat. Wutentbrannt zückt James seine Waffe, um den Stripper zu töten. Bridget wählt derweil verzweifelt die Nummer, die sie in der Tasche ihres Ehemanns fand, und erreicht Gwendolyn, welche ihren Bruder Twan samt Ehemann Sylvester ihr zur Hilfe schickt. Den beiden gelingt es, noch einen Mord abzuwenden. Im letzten Kapitel, Chapter 12, wird nun nochmal in den Haushalt von Cathy und Rufus geblendet. Diese streiten sich immer noch lautstark mit Chuck. Plötzlich erhält Cathy einen Anruf von ihrer Freundin Gwendolyn. Diese will ihr entnervt vom Fremdgehen ihres Mannes erzählen. Cathy realisiert nun, sie hat mit dem Mann ihrer Freundin geschlafen. Es folgt ein Cliffhanger mit dem Wortlaut to be continued (deutsch: „Fortsetzung folgt“).

## Soundtrack
Die Musik zu den ersten fünf Kapitel des Films findet sich auf dem Musikalbum TP-3: Reloaded. Die Songs zu den ersten beiden Kapitel wurden zudem als eigenständige Singles ausgekoppelt. Die Audiospur zu Kapitel sechs, ist als B-Seite auf der CD-Single zu Burn It Up zu finden. Am 8. November folgte ein komplettes Soundtrackalbum mit allen zwölf Musikspuren, welches ausschließlich digital erhältlich ist.
Tracklist
1. Trapped In The Closet (Chapters 1–5)
2. Trapped In The Closet (Chapter 6)
3. Trapped In The Closet (Chapter 7)
4. Trapped In The Closet (Chapter 8)
5. Trapped In The Closet (Chapter 9)
6. Trapped In The Closet (Chapter 10)
7. Trapped In The Closet (Chapter 11)
8. Trapped In The Closet (Chapter 12)

## Fortsetzungen
Im Jahre 2007 folgte ein Sequel mit den Kapitel 13–22. Im November 2012 erschienen mit Trapped In The Closet: 23–33 elf weitere Kapitel.